# Forgeron
Pour les articles homonymes, voir Forgeron (homonymie).

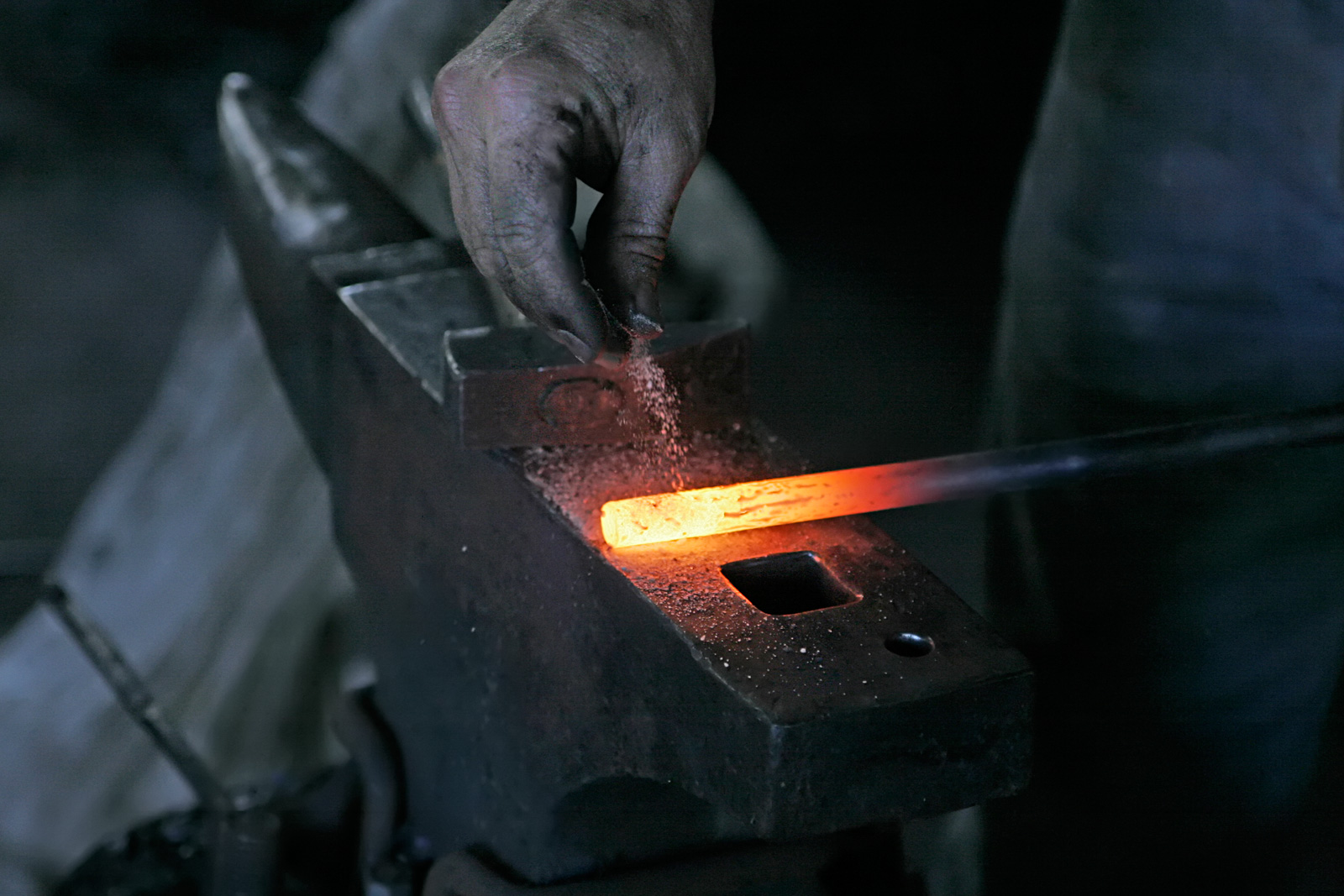
Travail à l'enclume.

Le forgeron est un ouvrier ou artisan professionnel qui forge à la main et assemble des pièces de métal pour réaliser des objets usuels ou entrant dans la composition d'un bâtiment.

## Étymologie

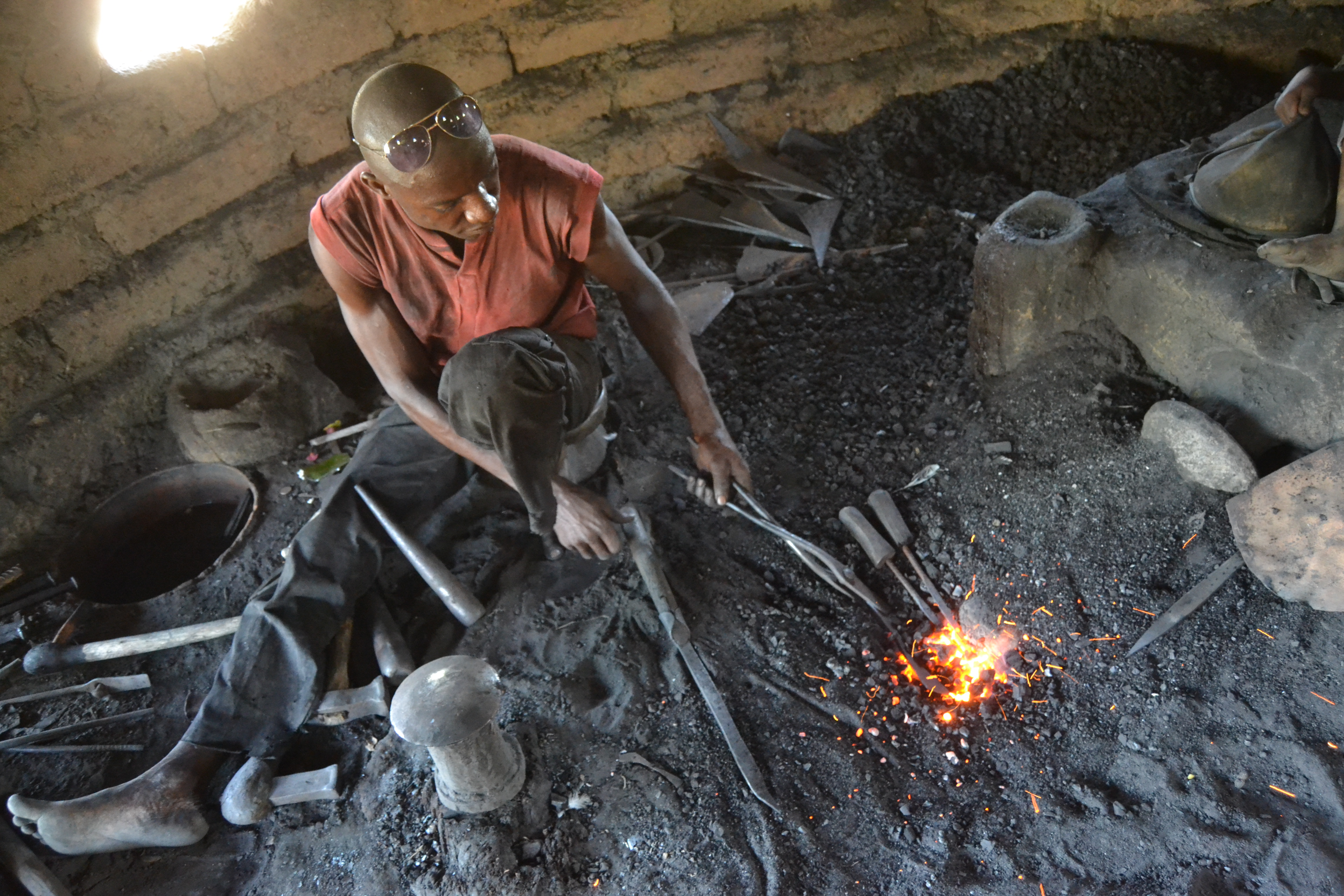
Un forgeron ivoirien en pleine activité à Ferké (ville du nord de la Côte d'Ivoire)

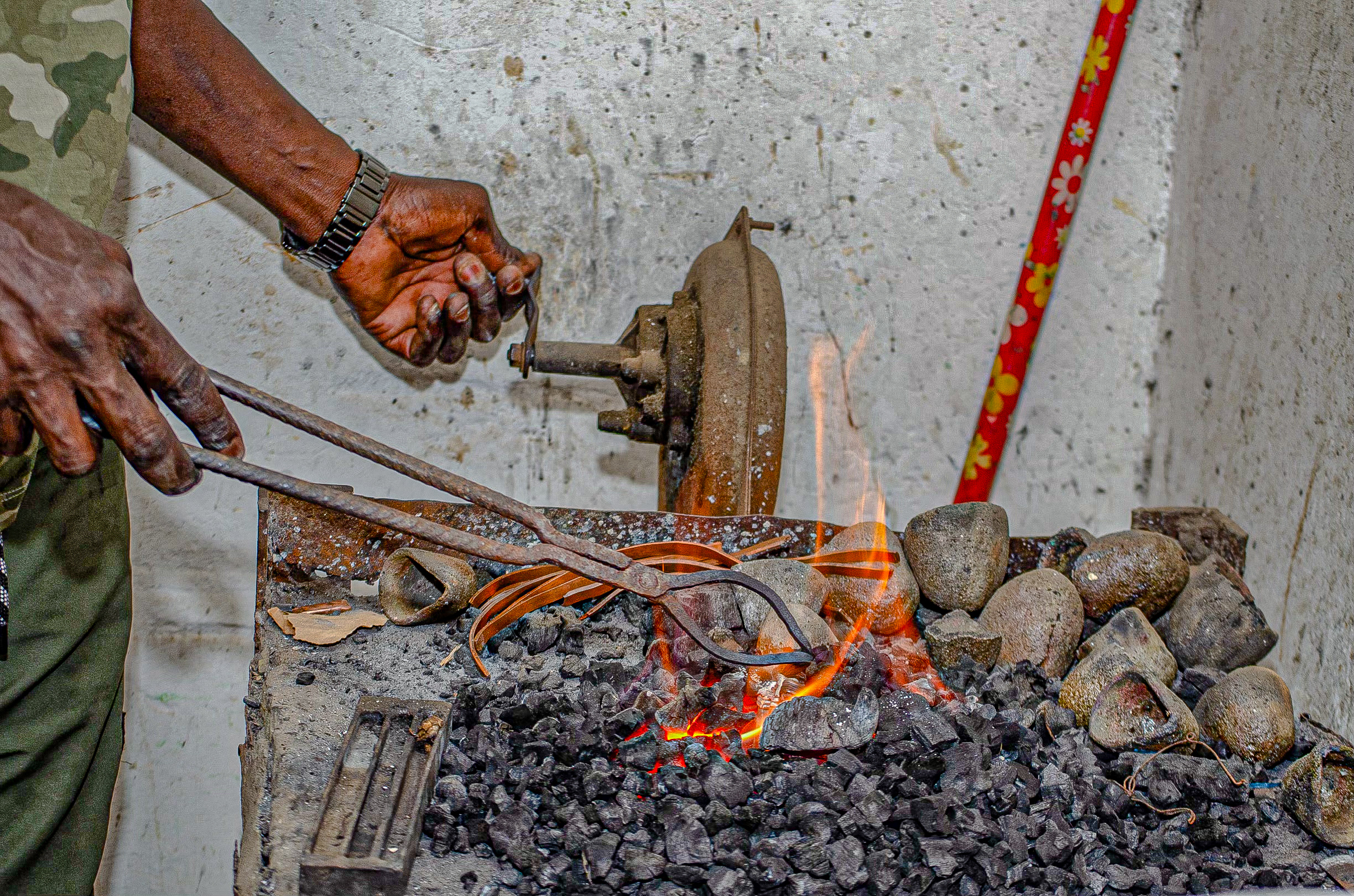
Forgeron Senegalais au forge

« Forgeron » (anciennement aussi forjeron) est un dérivé formé en moyen français à partir du verbe « forger », à l'aide du suffixe « -on ». Auparavant, on disait un « fèvre » (d'où les surnoms, puis patronymes Fabri, Faivre, Febvre, Fèvre, Lefèvre, Lefebvre, Lefébure, Lefeure). L'occitan a Faure et Fabre. Le mot romain remonte au latin faber « forgeron ».
Le verbe « forger » (anciennement forgier) avait auparavant aussi le sens de « créer » et au sens figuré d'« imaginer, inventer ». Le sens actuel de « travailler un métal » est également attesté vers la même époque. Il est issu du latin classique fabricare par évolution phonétique.

## Histoire

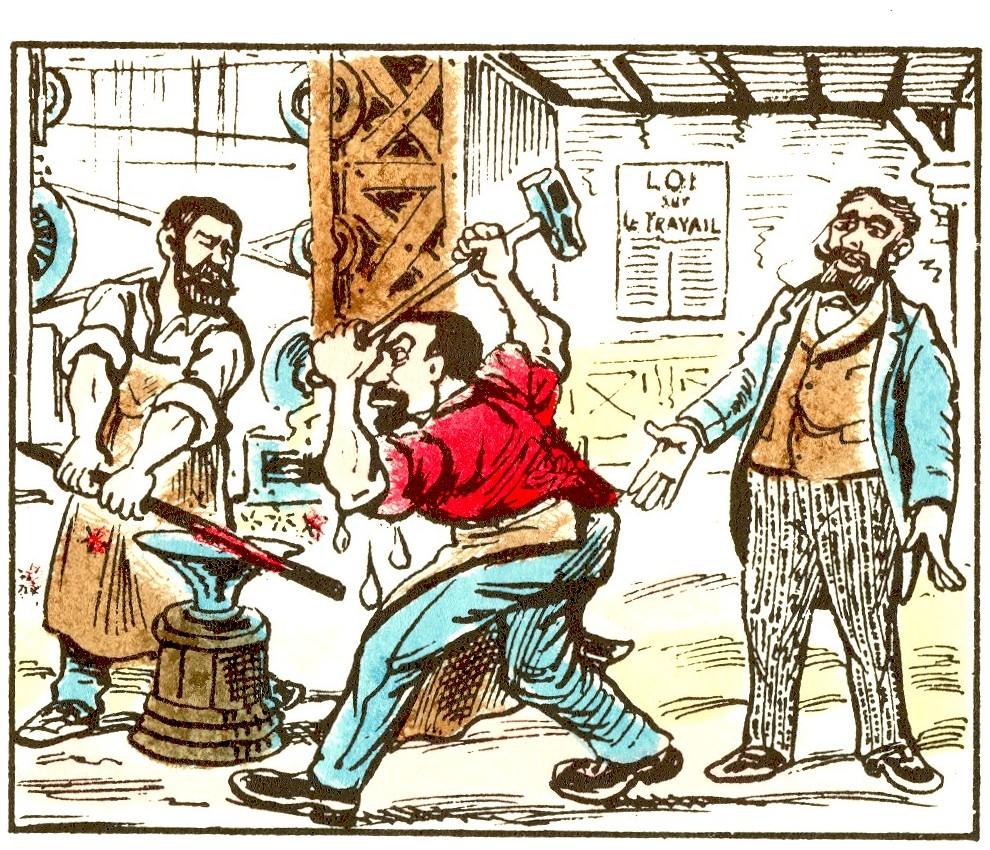
Dans la seconde moitié du XIXe siècle, le prolétaire mis en scène dans la série d'images d'Épinal
« La Journée du prolétaire » est un aide-forgeron.

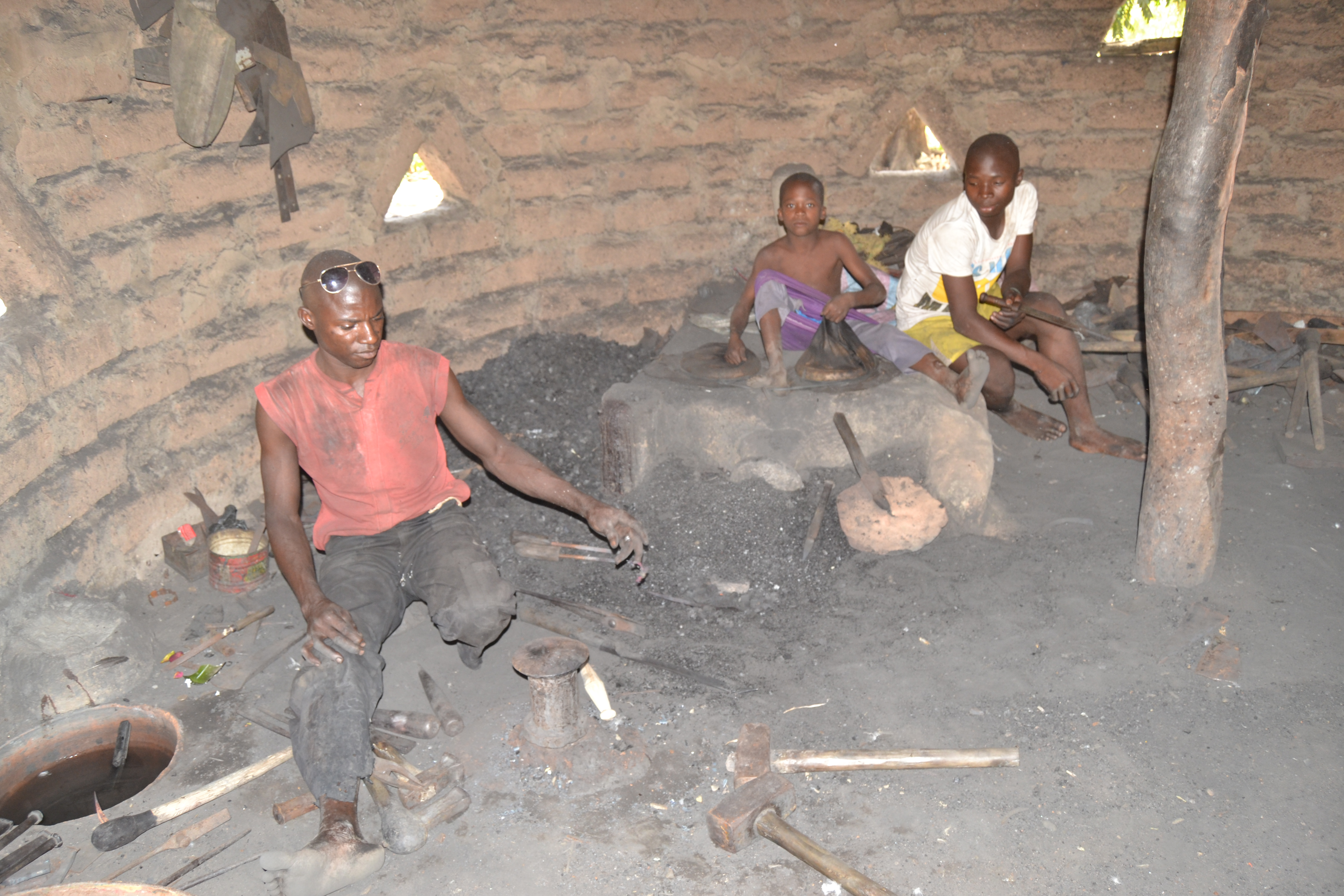
Un forgeron ivoirien dans son atelier de fabrication d'objets

L'activité de forgeron est apparue en même temps que la découverte du travail des métaux, environ 5 000 ans avant Jésus-Christ ; elle est devenue un métier à part entière à mesure que les peuples exprimèrent leur besoin d'avoir des objets plus résistants et aux usages variés : outils, armes, parties mécaniques, grilles, clefs, bijoux, etc. Dans l'Antiquité, les forgerons utilisaient dans leurs fours du charbon de bois plutôt que du charbon de terre (houille). La raison en est que le charbon de bois est un combustible plus difficile à enflammer que le bois sec mais qui dégage une chaleur bien supérieure à celle que produit la combustion du bois.
Au Moyen Âge, le forgeron utilisait le plus souvent une enclume et un marteau pour façonner des morceaux de bronze, de cuivre ou d'argent, après les avoir portés à incandescence dans des fours hautement réfractaires. On appelle forge l'atelier du forgeron, et forgeage son activité.
Sur les médailles et monnaies, la forge est souvent représentée par le marteau et l'enclume.
Les pièces sont chauffées dans un brasier de charbon de houille dont le feu est entretenu par une soufflerie connectée à une tuyère.
Les roues de charrettes étaient fabriquées par le charron et ensuite cerclées à chaud par le forgeron. Dans les villages, c'était l'occasion d'une réunion de main-d’œuvre pour cercler plusieurs roues dans la journée. La jante en fer avait été fabriquée avec une circonférence inférieure de deux ou trois centimètres à celle de la roue en bois. La dilatation permettait de placer cette jante et de la serrer par refroidissement autour de la roue. Aujourd'hui, cette technique est reproduite à l'occasion de fêtes rurales.
Pour fabriquer des objets ayant à supporter d'importantes contraintes (épées, boucliers…), divers alliages et traitement (damas) ont été mis au point.
L'artisan dont le métier consiste à ferrer les chevaux est le maréchal-ferrant.

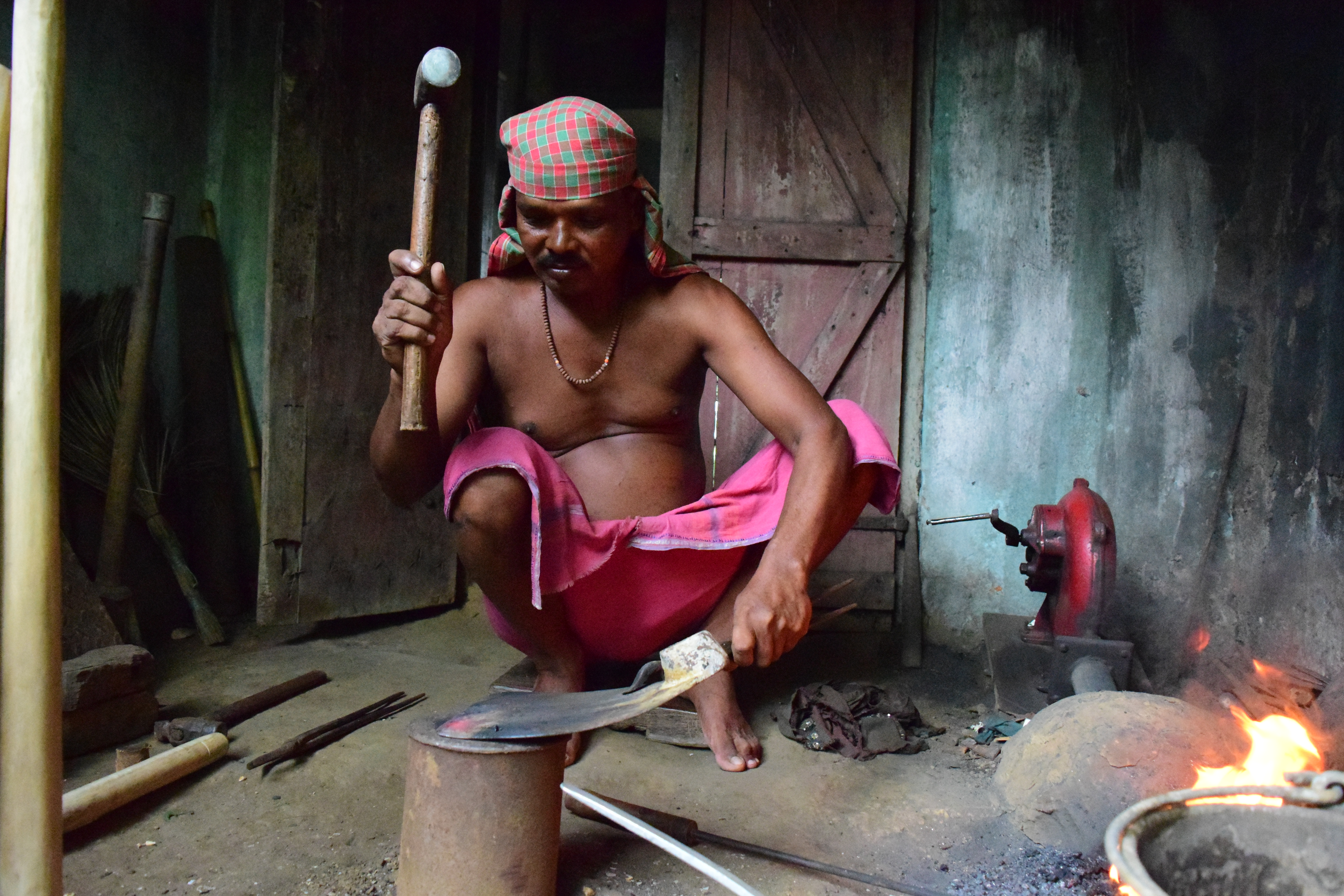
Forgeron au travail dans l'Orissa, en Inde.
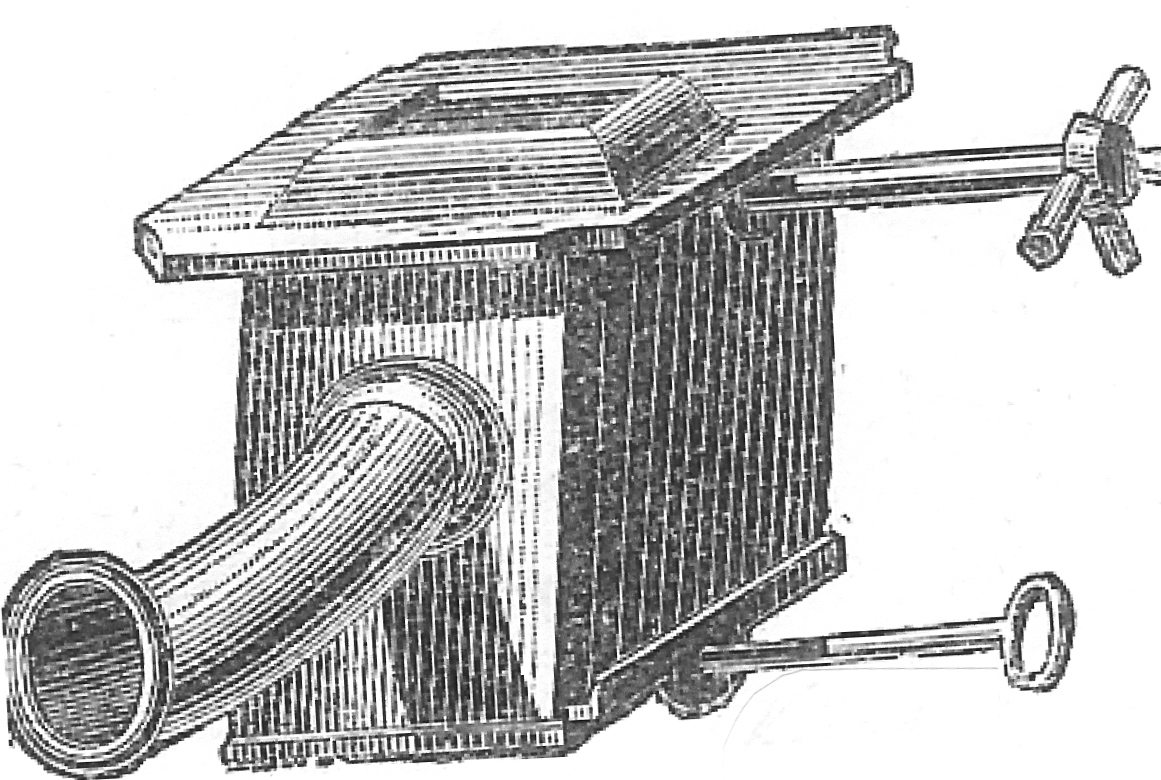
Tuyère du XIXe siècle placée au centre du foyer pour l'alimenter en air.
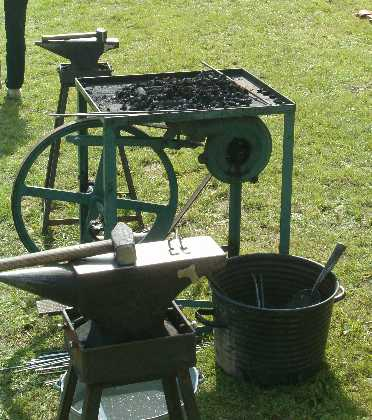
Forge portative.
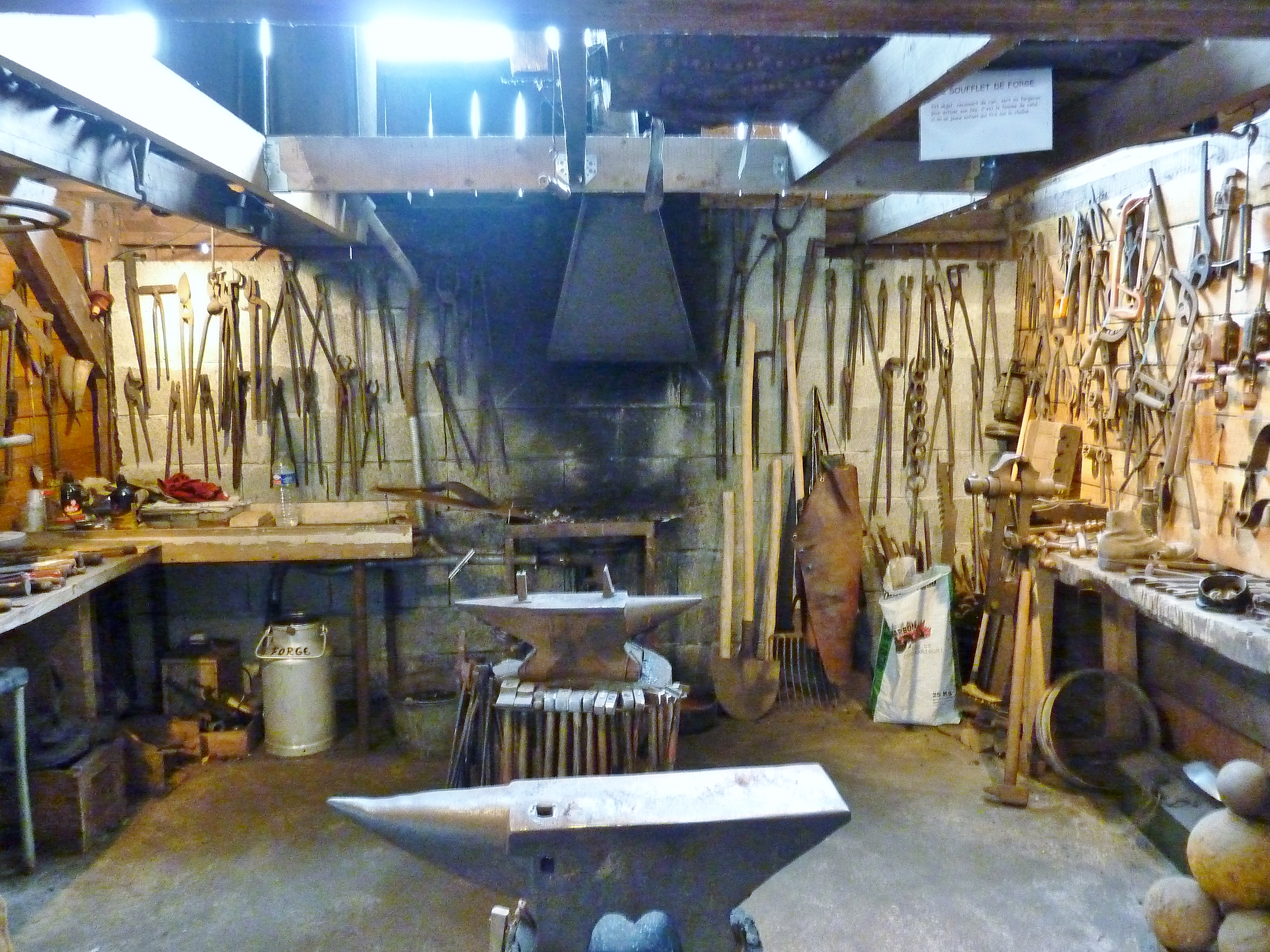
Atelier de forgeron (Musée vivant des vieux métiers d'Argol).

## Forgerons notoires

### Forgerons réels
- Kirkpatrick Macmillan, ce forgeron écossais inventa la bicyclette commandée par pédales en 1838.
- Thomas Newcomen est un forgeron du Devon qui inventa et construisit en 1712 une machine à vapeur.

### Forgerons imaginaires

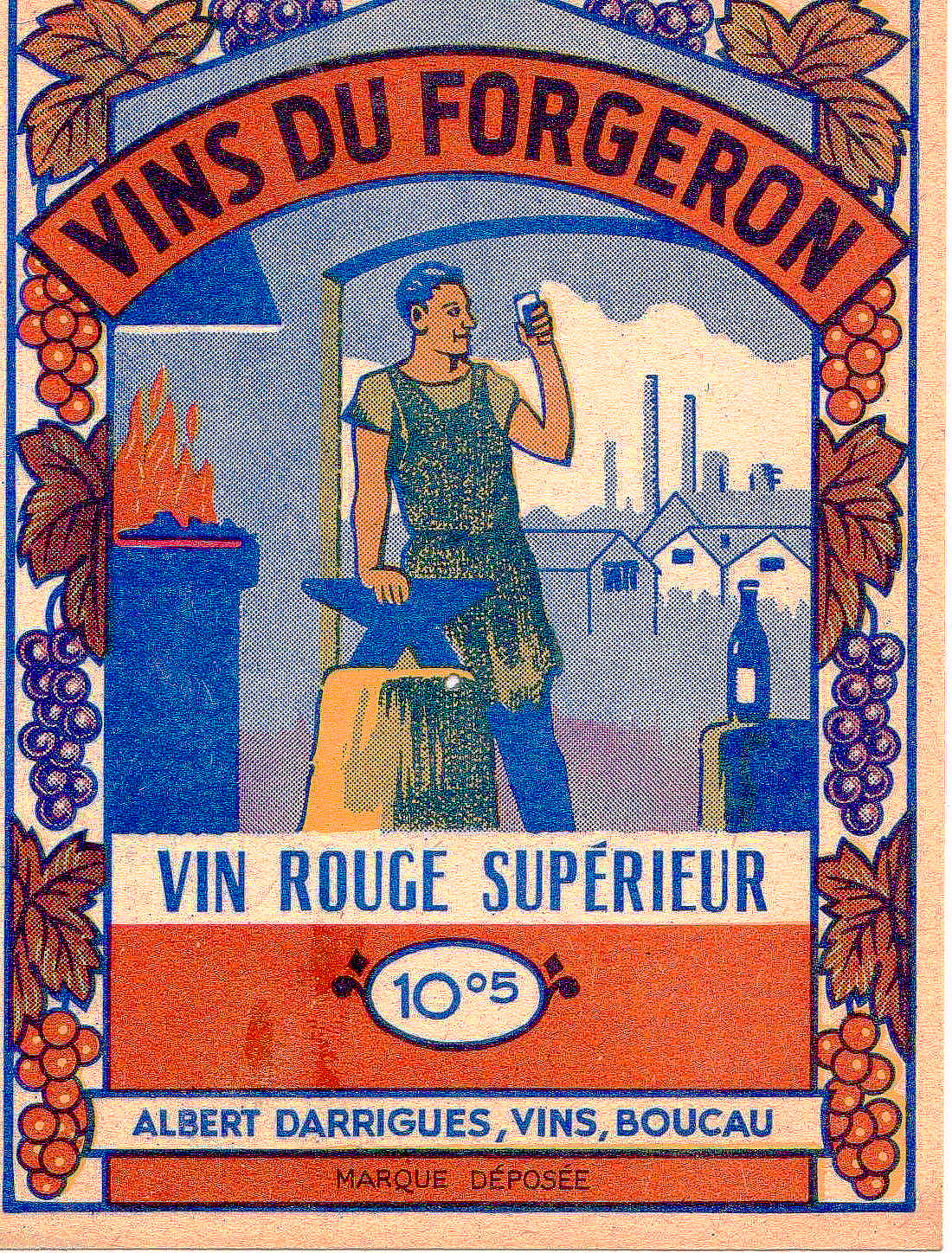
Vin du Forgeron, étiquette de vin rouge des années 1920

- Aulë, dieu forgeron de la Terre du Milieu.
- Fëanor Prince Elfe, artisan forgeron, et inventeur des Silmarils dans le Silmarillion
- Curufin Fils de Fëanor, également forgeron dans le Silmarillion
- Celebrimbor Fils de Curufin, il a forgé les anneaux de pouvoir dans l’univers de la Terre du Milieu
- Biggoron, personnage présent dans la série de jeux vidéo La légende de Zelda. Sa taille dépasse celle des montagnes. C'est un forgeron hors pair.
- Cétautomatix est le forgeron du village d'Astérix.
- Lanfeust de Troy est un apprenti forgeron, héros de la bande dessinée du même nom.
- Lon Berk est un forgeron légendaire du manga Fly.
- Hattori Hanzō (nom d'un samouraï historique) est dans le film Kill Bill le forgeron qui crée le Katana de l'héroïne.
- John Carter est le forgeron de Walnut Grove dans la dernière saison de La Petite Maison dans la prairie. Il vit avec sa famille dans l'ancienne maison des Ingalls.
- Goujet, forgeron dans L'Assommoir de Zola.
- Morrison est le forgeron du Royaume d'Emeraude dans la saga d'Anne Robillard, Les Chevaliers d'Emeraude.
- Gendry fils du roi Robert Baratheon apprentis forgeron dans game of thrones

### Forgerons dans la mythologie

#### Mythologie biblique
- Toubal-Caïn : le premier des forgerons, descendant de Caïn.
- Hiram : le fondeur des colonnes d'airain de la maison et du temple de Salomon.

#### Mythologie celtique
- Brigit, déesse-mère de la mythologie celtique. Elle est entre autres la patronne des forgerons.
- Culann, dans la mythologie celtique irlandaise. Il est le forgeron d’Ulster pendant le règne de Conchobar Mac Nessa.
- Gofannon est un dieu de la mythologie celtique galloise. Son nom signifie forgeron.
- Goibniu est le dieu-forgeron des Tuatha Dé Danann dans la mythologie celtique irlandaise.

#### Mythologie nordique
- Brokk et Sindri sont les nains forgerons, fils d'Ivaldi ; leur forge est installée dans une grotte du Midgard. Ils forgèrent la chevelure de Sif, la lance d'Odin Gungnir et le bateau Skidbladnir.
- volund, dieu forgeron des dieux Ases, est le protecteur des forgerons. Il possède également la forge de Volundir et il a forgé le célèbre marteau Mjöllnir.

#### Divers
- Héphaïstos habituellement représenté sous les traits d'un forgeron boiteux, c'est le dieu du feu, des forges et des volcans dans la mythologie grecque.
- « Le Forgeron » est le surnom du peintre français Ignace-François Bonhommé.
- Seppo Ilmarinen est un forgeron de la mythologie finnoise.
- Vulcain dieu du feu, forgeron des dieux, dans la mythologie romaine.
- Un Jacquemart mécanique représente un forgeron thiernois fabricant une lame de couteau sur la place Antonin-Chastel à Thiers.

### Surnoms de forgerons
- Bouche noire, comme en breton Per ar Beg Du, c'est-à-dire « Pierre la Bouche noire », traditionnel dans une partie de la Cornouaille[2].